# La Pasada del Abad

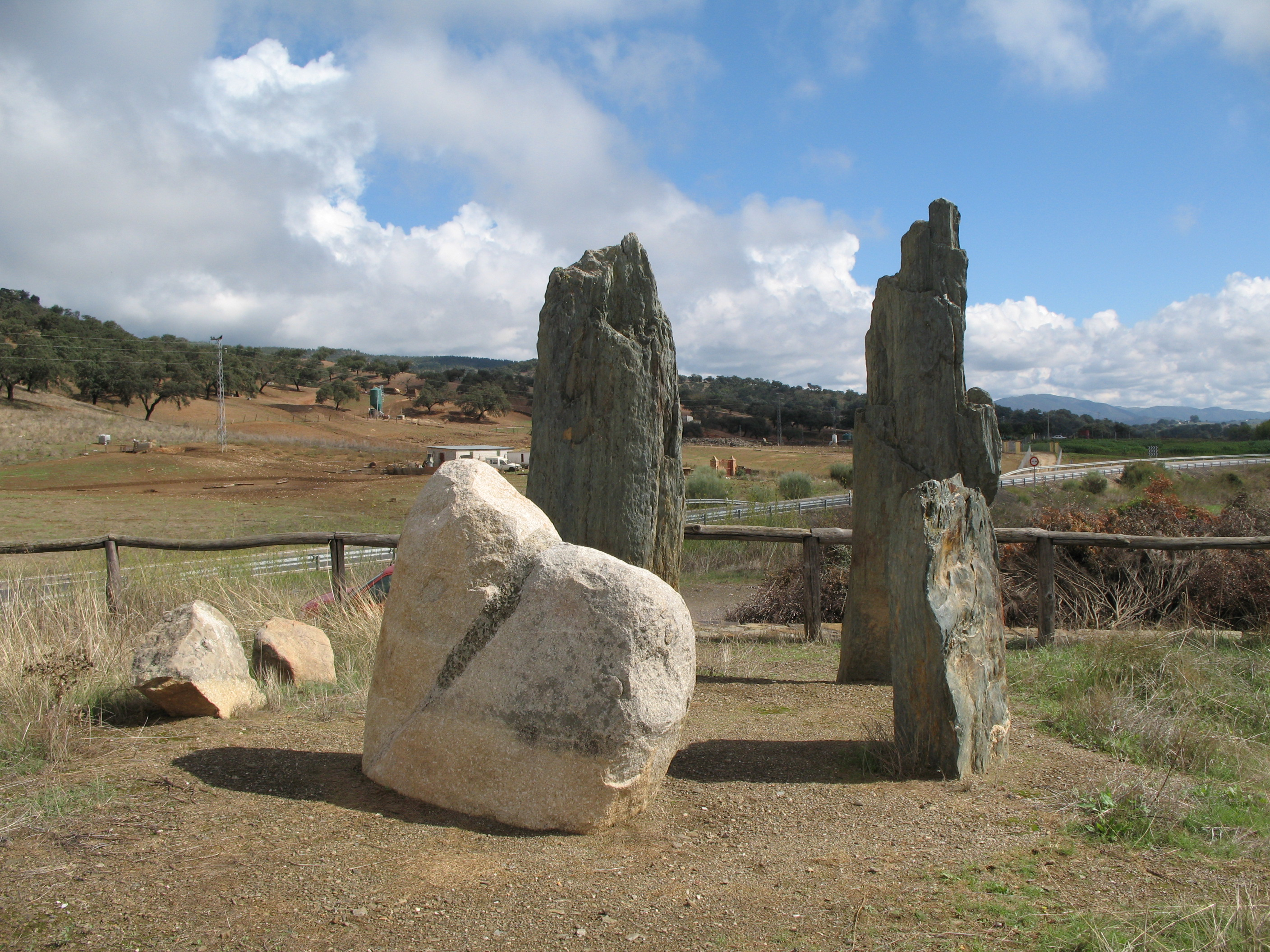
La Pasada del Abad

Der Cromlech von La Pasada del Abad (auch La Parada del Abad genannt) liegt etwas außerhalb von Rosal de la Frontera in der Provinz Huelva in Andalusien in Spanien und ist von der Straße N-433 in Richtung Sevilla aus zugänglich.
Es handelt sich um einen Steinkreis von dem sechs Menhire erhalten blieben und nicht um die Reste eines kupferzeitlichen Dolmens. Der megalithische Komplex besteht aus zwei großen und einem abgebrochenen Menhir aus schwarzem Schiefer und drei Granitsteinen, zwei davon abgebrochen. Die Restaurierung des Denkmals, das bereits als Großsteingrab bzw. Anta interpretiert worden war, ergab einen kleinen Steinkreis, hier Cromlech genannt, obwohl sich die Größe der Monolithen von Konstruktionen dieser Art im Süden Portugals (Cromlech von Fontainhas, Cromlech von Xerez), wo Steinkreise weit häufiger sind als in Andalusien, stark unterscheidet. Der Menhir Nummer 2 hat eine Gravur aus Schälchen, die den Großen Wagen darstellen soll. / Quelle: Megalithismus in der Provinz Huelva.